# Riccardo Dalisi
Riccardo Dalisi (Potenza, 1º maggio 1931 – Napoli, 9 aprile 2022) è stato un architetto, designer e artista italiano.

## Biografia
Nasce a Potenza nel 1931, si laurea in architettura all'Università degli Studi di Napoli "Federico II" nel 1957, entra a far parte nello studio di Francesco Della Sala dove conosce Massimo Pica Ciamarra nel 1963; entrambi realizzarono insieme a Michele Capobianco, il Palazzo della Nuova Borsa Merci. Visse a Napoli, dove insegnò presso la Facoltà di Architettura dell'Ateneo Federiciano. Artista e designer di rilievo internazionale: i suoi lavori sono presenti in numerose collezioni private e nei più prestigiosi Musei europei e d'oltreoceano (Musèe des Art Decoratifs, Parigi; Museo di arti decorative, Groningen - Olanda; Denver Art Museum, Denver-Colorado; Museo d'Arte, Montréal - Canada; Museo della Triennale di Milano).
Dalisi appartiene a quella generazione di architetti, cresciuti sulle ceneri di un razionalismo ormai in crisi. Laureatosi a Napoli, in pieno periodo del "razionalismo organico", si è distinto come l'architetto inventivo. Allievo di Della Sala, che aveva lavorato con Gropius, imparò, da lui, l'incontentabilità: non essere mai soddisfatti dei risultati, lasciarsi stimolare anche dall'errore, una variabile che apre spazi mai programmabili.
Negli anni sessanta si dedica anche al design realizzando un tavolo smontabile e riciclabile mentre nel 1969 diventa professore alla facoltà di architettura di Napoli e nel 1973 è uno dei fondatori del movimento dei Global Tools, che nasce come pura espressione del Radical design e di cui racconta origini e sviluppi nel n° 10&11 della rivista Spazioarte, curato da Ugo La Pietra e dedicato all’Architettura radicale.. Sempre in quegli anni realizza opere di riqualificazione del Rione Traiano sfruttando la cooperazione con gli artigiani locali.
Nel 1979, incaricato dalla ditta Alessi di produrre una versione della classica napoletana, inizia il suo lavoro di ricerca sulla caffettiera napoletana. Dai prototipi inventati nel quotidiano rapporto coi lattonai ed i ramaioli di Rua Catalana, Dalisi ha sempre sperimentato nuovi usi e funzioni per quello strumento che è ormai diventato il fulcro di un'opera buffa del design, premiata con il Compasso d'Oro 1981. Questa ricerca, che ha prodotto caffettiere di varie fogge e sculture che giocano con i sottintesi di quelle vecchie forme, sembra non avrà mai fine, come la manipolazione di un oggetto magico, che rivela ad ogni mossa del giocatore una parte nuova di sé e dell'uomo che lo muove. È stato come entrare nei sotterranei della storia d'un popolo, nell'anima di una città attraverso un processo di analisi storica e sociologica; la caffettiera si è animata, si è fatta produzione fantastica, espandendosi sempre più. Nel 1987 la caffettiera napoletana entra in produzione e Dalisi diviene internazionalmente noto.
Riccardo Dalisi introduce, nel design il folclore, la manualità artigianale, i materiali antichi. Nei suoi progetti, ha sempre concepito spazi modellati sulle forme viventi e sull'idea di trasformazione; "forse la più famosa delle metamorfosi è quella che ci racconta Collodi, di Pinocchio nel paese dei balocchi", ama ribadire Dalisi che ha applicato la sua idea - guida nell'architettura aperta di scuole e case, come nella progettazione di mobili e oggetti d'uso comune. Il suo nome si associa immediatamente all'invenzione poetica di oggetti e arredi che rievocano l'infanzia, la poetica del quotidiano, la libera espressione dell'arte. "Di fatto tutti mi dicono che sono un poeta", esordisce Dalisi raccontando di sé. "Per me è stato difficile entrare nel mondo del design, anche se ho iniziato regolarmente come architetto".
Come designer ha una grande esperienza e dottrina, creando forme che sono state commercializzate da note aziende quali: Zabro, Zanotta, Alessi, Oluce, Playline, Morphos, Fiat, Munari, Kleis, Baleri, Rex, Slamp, Eschenbach, W.M.F., Rosenthal, Ritzenhoff, Il Cocchio, Glass, Bisazza, ed altre.
Nel 1995 incomincia a scolpire, ottenendo subito esiti importanti e sicuri come attestano le mostre a Palazzo Reale di Napoli e a Palazzo Marigliano a piazza dei Martiri a Napoli, a Lamezia Terme, a piazza Esedra a Salerno.
Nel 1997, in collaborazione con la C. N.A. (settore artistico) di Napoli, la Soprintendenza ai beni architettonici ed ambientali, ed il Comune di Napoli, ha coinvolto i suoi artigiani per l'allestimento, ormai diventato permanente, di Rua Catalana con le sue sculture e i suoi lumi. L'esperienza è partita dall'originale ed interessante idea di realizzare le opere d'arte disegnate dall'architetto Dalisi con la manodopera locale e con i materiali già definiti poveri, trasformando e illuminando Rua Catalana. L'esperienza, denominata Napolino, dal nome di un lume - scultura realizzato per l'occasione, ha l'obiettivo di far emergere la strada come monumento vivente, paragonabile ad un progetto che fu attuato a Napoli negli anni settanta e che vedeva impegnati tutti i gruppi di avanguardia italiani, i radicals, che hanno fatto la storia del design italiano, influendo sull'arte e sull'architettura, e che tanta eco hanno avuto anche fuori Italia fino ai nostri giorni. Quella scuola si chiamava Global Tools e Rua Catalana sembra esserne una reinvenzione ed attuazione assai interessante. Qui tutto avviene all'insegna di un laboratorio sperimentale che vuole far emergere il grande tema della necessità del piano estetico e della forza immaginativa; un laboratorio per rinnovare, mantenere in vita e sviluppare l'attività produttiva manuale, l'artigianato, che ha tanta importanza nell'economia italiana ed in particolare nel Sud Italia. L'attività, svolta con la partecipazione di studenti di architettura, ha fatto denominare tutta l'iniziativa Università di Strada.
Nel 1998 Napolino è selezionato dalla Comunità Europea come uno degli otto progetti pilota da adottare e diffondere nel mondo, per l'elevato livello culturale.
Negli ultimi trent'anni si è accostato sempre più all'espressione artistica. I suoi lavori sono presenti in numerose collezioni private e nei più prestigiosi Musei europei e d'oltreoceano (Tra queste citiamo: la Biennale di Venezia, la Triennale di Milano, la Biennale di Chicago, il Museo del Design di Denver, il Guggenheim Museum di New York, il Museo di Copenaghen, il Museo di Arte Contemporanea di Salonicco, Palazzo Reale di Napoli, la Galleria Lucio Amelio di Napoli, la Fondazione Cartier di Parigi, il Museo delle Arti Decorative di Montréal, il Tabak Museum di Vienna, il Museo Zitadelle Spandau di Berlino, Musèe des Art Decoratifs, Parigi, Museo di arti decorative, Groningen - Olanda, Denver Art Museum, Denver-Colorado, Museo d'Arte, Montréal - Canada).
Nel 2001 partecipa alla prima edizione di «Arte Condivisa» nel borgo medievale di Casertavecchia, nel Casertano, curata da Guglielmo Bove e Luigi Ferraiuolo. Nel panorama dell'arte contemporanea, spesso cupa ed angosciosa, le sue sculture rivelano un artista "che sa essere garbato ... gioioso, ilare, ironico e anche umano, fantastico, persino grottesco" (G. Dorfles). I suoi disegni sgorgano rapidi dal vivo della sua interiorità più sensibile e sembrano uscire spontaneamente dalla penna, dalla mano. Le sue opere sono il frutto di un capovolgimento del processo creativo, in cui "il progetto non è l'idea a monte del lavoro bensì lo sbocco, lo svelamento finale di un'attività concreta" (A. Bonito Oliva).
Nel 2010, dopo una lunga ricerca preparativa, ha promosso la prima edizione del Premio Compasso di latta, iniziativa per una nuova ricerca nel campo del design nel segno del sostegno umano, della ecocompatibilità e della decrescita.

## Opere principali

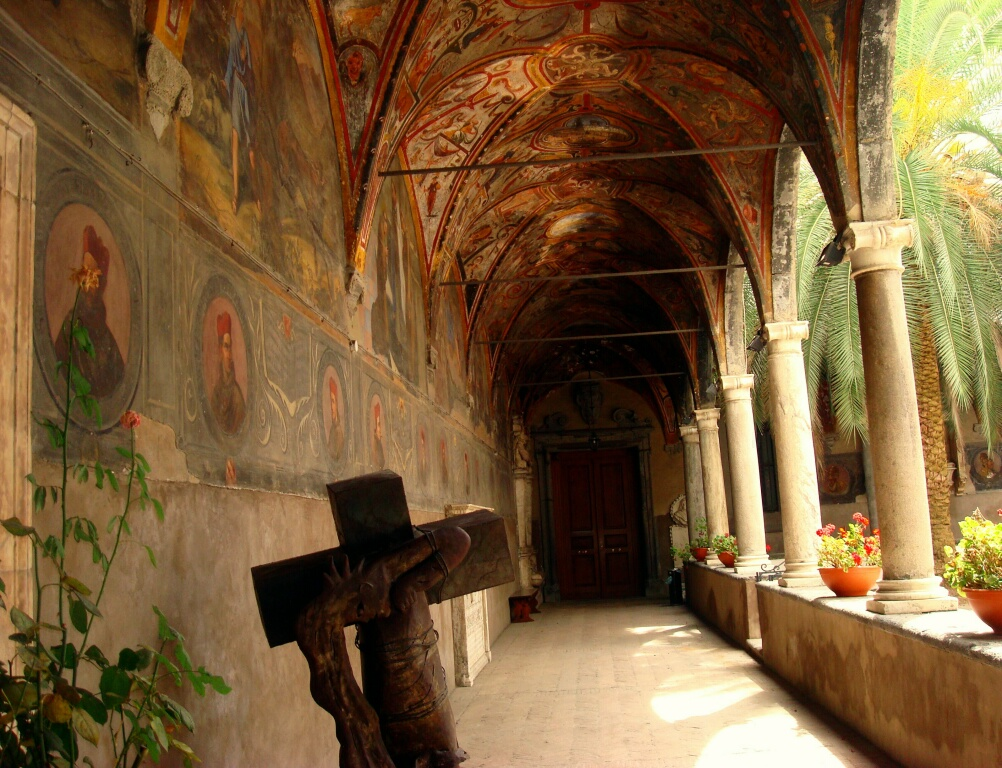
Opera scultorea di Riccardo Dalisi, Santa Maria la Nova

### Architettura
- Palazzo della Nuova Borsa Merci, Napoli (con Massimo Pica Ciamarra e Michele Capobianco)
- Torre residenziale, Ponticelli, Napoli, 1984-88
- Restauro Chiesa di SS.Filippo e Giacomo, Ospedaletto d'Alpinolo, Avellino, 1987-93
- Restauro Chiesa di S.Ippolisto, Atripalda, Avellino, 1993
- Casa Pandolfo, Petraio, Napoli, 1994
- Casa con giardino, Napoli, 1999
- Intervento in Via Santa Caterina da Siena, Napoli, 2004
- Studio Dalisi, Napoli, 2004

### Design
- Tavolo smontabile, anni 60
- Alessi-Caffettiera napoletana, 1987
- Oluce-Sister, 1990
- Oluce-Zefiro, 1992

### Arte
- Sculture nel Palazzo Reale, Napoli, 1995
- Arredo urbano in Rua Catalana, Napoli, 1997
- Lumi e sculture in Via Toledo e Vico San Nicola a Nilo, Napoli, 2000-2001
- Sculture in Largo Montecalvario, Napoli, 2001
- Arte Condivisa, Casertavecchia, 2001
- Angelo di luce, Napoli, 2002
- Sculture nella Stazione Salvator Rosa, Napoli, 2003
- Sculture nei Cinema Filangieri e American Hall, Napoli, 2004
- Sculture nelle Chiese di Santa Maria della Sanità e Santa Maria Immacolata e San Vincenzo, Napoli, 2005